# Adam Weishaupt
Johann Adam Weishaupt (Ingolstadt, 6 februari 1748 - Gotha, 18 november 1830) was een Duits filosoof, hoogleraar in de rechten en stichter van de geheime orde der Illuminati.

## Biografie
Weishaupt was de zoon van een Duitse rabbijn. Weishaupt groeide op in het katholieke zuiden van Duitsland. Na het overlijden van zijn vader in 1753 kwam hij onder de hoede van baron Johann Adam Ickstatt, die de opleiding van Adam overliet aan de jezuïeten. Zij hadden hem in 1742 aangewezen als curator van de universiteit van Ingolstadt. Hij stond in voor de reorganisatie van deze instelling en bleef ook na zijn pensionering in 1765 het universitaire beleid controleren. Weishaupt ging er rechten studeren en kreeg er in 1772 een aanstelling als hoogleraar. Toen paus Clemens XIV op 21 juli 1773 de orde der jezuïeten verbood, besloot hij te breken met de jezuïeten.
Op 1 mei 1776 richtte Weishaupt de "Bund der Perfektibilisten" oftewel de Orde der Perfectionisten op met de hulp van (achteraf gezien waarschijnlijk fictief persoon) graaf van Saint-Germain (Meester Rakoczy) en baron Adolph Knigge (een vooraanstaand vrijmetselaar die pas in 1780 als lid aantrad en de orde in 1784 verliet na Adam Weishaupt te hebben beschuldigd van jezuïtisme). Weishaupt nam de naam "Broeder Spartacus" aan en hernoemde zijn orde tot Illuminati. De organisatiestructuur met lokaal opererende cellen die niet of zo weinig mogelijk op de hoogte waren van elkaars bestaan (waarvoor de structuur van de orde der Jezuïeten waarschijnlijk model heeft gestaan) werd later overgenomen onder meer door  occultisten. Het was pas in 1777 dat Adam Weishaupt lid werd van de vrijmetselaars-loge "Theodor zum guten Rath", in München, alwaar hij trachtte zijn Illuminati-gedachtegoed in de doctrines van de vrijmetselarij te introduceren. Tevens gebruikte hij de vrijmetselarij om voor zijn eigen pseudovrijmetselaarsloge leden te werven.
Het werkelijke doel van de Illuminati was op zijn zachtst gezegd "vaag" en gehuld in mysterie. Omdat Weishaupt sterke antikerkelijke en antiroyalistische sentimenten had, namen sommigen aan dat het hier een soort van proto-communistische organisatie betrof welke een revolutie wilde bewerkstelligen van het proletariaat.
In 1784 viel de orde uiteen door een conflict van Weishaupt met zijn rechterhand, Adolph Knigge. Deze had vele nieuwe leden binnengebracht uit de hoogste kringen, van wie sommigen echter politie-spionnen waren, welke de orde hadden geïnfiltreerd uit naam van de Beierse koning. Dit leidde in maart 1784 tot het verbod van de Illuminati en in juni van ditzelfde jaar tot een verbod van alle geheime organisaties in Beieren op straffe des doods, waardoor Adam Weishaupt in 1785 genoopt was te vluchten naar de vrije Rijksstad Regensburg.
Adam Weishaupt overleed uiteindelijk in 1830 in Gotha, een district in Thüringen, nadat hij uit Beieren was gevlucht. Sommige bronnen nemen aan dat hij al in 1811 is gestorven.